# Pili torti
Con el nombre de pili torti se conoce un trastorno en el desarrollo del cabello que se incluye dentro de las llamadas displasias pilosas. 
Se caracteriza porque el pelo observado al microscopio se retuerce sobre su eje longitudinal, presentando engrosamientos intercalados, adoptando un aspecto en trenza. Visualmente parece cambiar de color por tramos, dependiendo de la dirección en la que incide la luz. El pelo es más frágil de lo normal y se rompe con facilidad, provocando áreas de calvicie, causadas por la existencia de cabellos muy cortos debido a su rotura. 
El pili torti puede asociarse a varios síndromes en los que existen anomalías diversas del desarrollo, como la enfermedad de Menkes, el síndrome de Björnstad, el síndrome de Bazex y el síndrome de Crandall.